# 立山カントリークラブ
立山カントリークラブ（たてやまカントリークラブ）は、富山県中新川郡立山町に所在するゴルフ場。立山グリーンランド（1973年2月8日設立）により運営されている。

## コース情報
- 開場日　1975年11月10日[1]（正式なオープンは1976年4月[2]）
- コース 27ホール、パー108、9,997ヤード[1]
- 設計は相武総合開発、造成は大成建設[2]。

標高300mの高原に繰り広がる360℃の展望のコースが特徴的である。なお、開場当初は18ホールであったが、1990年に9ホール増設し27ホールになった。

## アクセス
- 車の場合
東海北陸自動車道 福光IC[1]。
- 鉄道の場合
富山駅よりタクシーで約30分、五百石駅よりタクシーで約15分[1]。

## 周辺の施設
- 立山グリーンパーク吉峰[8]